# Rinža
Rinža je glavna reka Kočevskega polja in je značilna kraška ponikalnica, dolga 14 km. Prvi izviri so pod hribom Jasnica (Prednja Rinža), ki delujejo le ob deževju. Ob poplavah na Ribniškem polju priteče voda po navadno suhi strugi okoli Jasnice (Zadnja Rinža). Ob skrajno visokih vodah je v vsem Ribniško-Kočevskem podolju en sam vodni tok. Rinža tedaj poplavlja okoli 7 km2 Kočevskega polja. Ob normalnem vodnem stanju dobiva Rinža vodo iz Rebrskega studenca izpod Velike gore. Iz kraških izvirov (Rožni studenec pri Mahovniku, Zajčji studenec/Medvedova jama) dobiva še druge pritoke. Pod Kočevjem izgublja vodo v požiralnike v strugi in teče podzemno v 11,5 km oddaljen izvir Bilpa. Po strugi teče voda do Livolda že zelo redko, do Mozlja pa le ob poplavah. Vode na Kočevskem odtekajo v porečje Save prek pritokov Krke in Kolpe.